# 北宫喜
北宫喜（？—？），即北宫贞子，中国春秋时期卫国的卿。
前532年，参与安葬晋平公。
前531年，与诸侯会盟，商议救蔡国。前522年，北宫喜和齐豹、公子朝、褚师圃怨恨公孟絷，在六月廿九，杀死公孟絷。卫灵公逃到死鸟。北宫喜的家宰不知道北宫喜参与，杀死齐豹的家宰渠子。北宫喜讨灭齐氏，迎国君回到都城帝丘。公子朝、褚师圃逃到晋国。
前517年，与诸侯会盟，商议周王室的王子朝之乱。
前515年，北宫喜和宋国的乐祁犁想要送被季孙意如驱逐的鲁昭公回到鲁都曲阜。晋国范鞅受了季孙意如的礼物，威胁北宫喜、乐祁犁，二人就没敢再提。